# Anton Gergens
Anton Gergens (* 16. Oktober 1805 in Rüdesheim am Rhein; † 10. Juni 1875 ebenda) war ein deutscher Landwirt und Mitglied des Nassauischen Landtags.

## Leben
Anton Gergens wurde als Sohn der Eheleute Peter Jacob Gergens († 1816, Oberbaudirektor) und Katharina Josepha Schiele geboren. 
Am 18. März 1833 erhielt er aus der Gruppe der Grundbesitzer des Wahlkreises Wiesbaden ein Mandat für die Zweite Kammer des Nassauischen Landtags und war Nachfolger des Abgeordneten Michael Dietz, der 1832 sein Mandat verloren hatte, nachdem er im Nassauischen Domänenstreit zu den Abgeordneten gehörte, die das Parlament aus Protest boykottiert hatten. 
Gergens blieb bis zum 16. Januar 1835 in dem Parlament, als seine Wahl für ungültig erklärt wurde. Hintergrund war, dass er zunächst fälschlicherweise zu den  fünf höchstbesteuerten Grundbesitzern in Aßmannshausen gezählt und daher wählbar wurde. Später stellte sich heraus, dass nicht er, sondern seine Mutter im Besitz des Grundvermögens war. Ludwig David Ochs wurde sein Nachfolger.
Seine Wahl 1852 in die Erste Kammer des Landtags Nassau hat er nicht angenommen. Für ihn kam Carl Müller in das Parlament.